# 3414 Шамполион
3414 Шамполион (енгл. 3414 Champollion) је астероид главног астероидног појаса чија средња удаљеност од Сунца износи 2,189 астрономских јединица (АЈ).
Апсолутна магнитуда астероида је 13,8.